# Gondolin bukása
A Gondolin bukása J. R. R. Tolkien egyik első műve. Első változata az Ainulindale után íródott, de csak Az elveszett mesék könyvében jelent meg egy fejezetként (valamint rövidített változatban A szilmarilokban). Önálló könyvként angolul 2018-ban, magyarul 2019-ben jelent meg.

## Keletkezése
A Gondolin bukása első változata 1916-ban és 1917-ben íródott Tuor és Gondolin száműzöttjei címmel, két füzetbe. Ennek elkészülése után Tolkien a ceruzás szöveget felülírta tintával, majd ennek elkészülése után Edith Bratt, az író felesége tisztázatot készített. Ezután már nem történt jelentősebb változtatás a szövegben, amit Tolkien felolvasott az Exeter College-ban 1920 tavaszán, és került kiadásra Az elveszett mesék könyvében.

## Magyarul
- Elveszett mesék könyve, Holló és Társai Könyvkiadó, 1996, fordította Tandori Dezső
- Elveszett mesék könyve, Cartaphilus Könyvkiadó, 2011, fordította Tandori Dezső (a kiadást a Magyar Tolkien Társaság szakmailag ellenőrizte)
- Gondolin bukása; ford. Gálvölgyi Judit; Magvető, Bp., 2019

## Szereplők
- Tuor, Huor fia, akit Ulmo küldött Gondolinba
- Idril, Tuor felesége
- Turgon, Gondolin királya és Idril apja
- Voronwë, gondolini tünde és Tuor vezetője az útján
- Maeglin, Turgon unokaöccse
- Melkó (A szilmarilokban Morgoth), a Sötét Úr
- Ulmo, a tenger istene

## Cselekmény
Tuort, Huor fiát, aki a Nirnaeth Aernoediad évében született, üldözik Dor-Lóminban, ezért átszökik a lakatlan Nevrastba, amit egykor Turgon, Gondolin királya uralt. Turgon fővárosa, Vinyamar tengerpartján megjelenik Ulmo, a tengeristen, és megparancsolja Tuornak, hogy Voronwë, egy Ulmo által a tengerből kimentett hajós vezetésével menjen el Gondolinba, és adja át Turgon királynak Ulmo parancsát, hogy törjön ki Gondolinból. Turgon erre nem hajlandó, de felajánlja Tuornak, hogy lakjon Gondolinban. Tuor ezt elfogadja, sőt, néhány év múltán feleségül veszi Idrilt, Turgon lányát, és gyermekük is születik: Earendil. Maeglint, a király unokaöccsét elfogja Melkó, a Sötét Úr, és Maegin elárulja neki Gondolin fekvését. Ezután Idril alagutat ásat, mert megsejti, hogy támadás készül Gondolin ellen. A Nyárkapu Ünnepen Melkó csapatai, balrogok, sárkányok és orkok megtámadják Gondolint. A várost elpusztítják. Az ostrom közben Maeglin megpróbálja megölni Earendilt, de mielőtt megtehetné, Tuor lelöki a város faláról. Turgon és főkapitányai, Tuor kivételével elpusztulnak, de meghal az ostromlók fővezére, Gothmog, a balrogok ura. Tuor és követői a város feldúlása után Idril alagútján menekülnek. A Cristhornnál támadás éri őket, és meghal egy nolda-úr, Glorfindel. A menekülők a Sirion torkolatánál telepednek le.